# Tecnica delle tre A
La tecnica delle tre A (o riverberazione) è uno schema comunicativo che si usa per risolvere contrasti diversamente difficili da gestire. La tecnica prevede tre passaggi eseguiti in sequenza: Attend (ascoltare, osservare, accogliere), Assess (valutare, considerare, riflettere), Address (indirizzare). Il primo passaggio prevede di mettersi nei panni dell'altro, capire veramente il suo punto di vista e farlo proprio. Il secondo mira a rafforzare la comprensione, il senso di partecipazione e l'intesa. Si ragiona assieme all'altro guardando alle cose così come le vede lui e riflettendo sui punti di forza della sua idea. L'ultimo passaggio è di orientamento nel mondo: si guarda ai vincoli e ai limiti che l'idea di fatto ha. Dopo di che si ragiona su soluzioni costruttive. Fare emergere vincoli e limiti oggettivi sempre restando del punto di vista dell'altro non è mettere in discussione quel che pensa ma semplicemente prendere atto della realtà com'è.

## Una strategia di uso comune
Una situazione di contrasto in cui non si riesce a trovare un punto di intesa a causa del diverso punto di vista crea uno stato di malessere. Si dà troppa importanza all'andare d'accordo senza rendersi conto che un rapporto può restare buono anche se vi sono divergenze di opinioni radicali. Spesso le persone adottano strategie passive costruttive (sforzarsi di essere meno rigidi o lasciar correre). Gli anziani mediamente adottano più spesso queste strategie. Nelle strategie passive costruttive si cerca comunque di mantenere una visione condivisa. 
Nella riverberazione o tre A invece si mette da parte il problema di andare d'accordo o meno e si cerca di assumere il punto di vista dell'altro, concentrandosi più sul problema di salvare la relazione, distinguendo tra idee e rapporti nella loro concretezza e per questo è una strategia attiva costruttiva. Questo schema comunicativo è di uso comune e fa parte della normale gestione della vita di relazione: nelle relazioni profonde quali l'amicizia o i rapporti affettivi viene adottata abitualmente, spesso senza rendersene pienamente conto. Pur essendo di uso comune è particolare: differisce da altri schemi comunicativi proprio perché piano delle idee e piano della vita concreta vengono distinti chiaramente.

## Come tecnica professionale
La tecnica delle tre A è utile anche al di fuori delle relazioni profonde. A volte situazioni di divergenza radicale capitano quando si violano certe regole sociali oppure nel rapporto tra utenti e operatori di servizi, specie a livello di front line. L'utente si aspetta un trattamento di riguardo ed è concentrato sui benefici che riceve. L'operatore invece, per quanto possa sforzarsi di centrarsi sull’utente, ha in mente l'organizzazione del servizio, le sue procedure e le sue regole. Gli operatori di front line a volte adottano una strategia di trincea, vanno avanti ignorando le richieste dell'utente; altre volte di allineamento, passano dall'altra parte, si schierano con l'utente, mettendo da parte il proprio ruolo istituzionale. Nel primo caso si va allo scontro, nel secondo si finisce per screditare la realtà in cui si lavora o compiere azioni inappropriate. Alcuni operatori sono portati ad adottare spontaneamente la tecnica delle tre A. Sono in genere persone ad alto self monitoring, cioè che tendono ad adattare la presentazione del sé alle esigenze della situazione più che preoccuparsi di comportarsi e apparire come pensano di essere. Comunque conviene che gli operatori dei servizi siano opportunamente formati ad adottare al momento opportuno lo schema comunicativo delle tre A che evita sia il comportamento di trincea sia l'allineamento. Questo vale soprattutto in contesti delicati, come ad esempio un pronto soccorso.

## Effetti positivi e difficoltà
Adottare lo schema comunicativo della riverberazione ha varie ricadute positive nella relazione. Grazie alla riverberazione si fa un'esperienza di tensione risolta: si profila un contrasto, ma subito la situazione si rilassa. Le esperienze di tensione risolta favoriscono la fiducia tra le persone. Ad esempio, le coppie che vivono bene la relazione, contrariamente a quello che si può immaginare, non sono quelle che sperimentano meno tensioni ma quelle che hanno più esperienze di tensioni risolte. Il punto non è non averle, ma risolverle. Un altro effetto positivo è l'educazione all'autonomia. Chi tiene conto dei vincoli che la realtà sociale pone riesce meglio a districarsi e a realizzarsi nella vita, in particolare nel mondo di oggi complesso e fluido. I genitori che più spesso ricorrono alla riverberazione tendono ad avere figli più autonomi. Tipicamente sono i genitori autorevoli, secondo la classica descrizione degli stili genitoriali di Diana Baumrind. La riverberazione poi favorisce la tranquillità relazionale, la capacità di rapportarsi agli altri senza temere incidenti nel rapporto. Nel caso del lavoro di front line poi migliora la qualità dei servizi e protegge dal burnout.
Un ostacolo che spesso rende difficile adottare la tecnica delle tre A è ostinarsi nello sforzo di costruire una visione condivisa e far prevalere il proprio punto di vista. Anche la preoccupazione di salvare la relazione in crisi può rivelarsi di ostacolo. Che sia la condivisione dei punti di vista o la salvaguardia della relazione, in generale è l'attaccamento all'obiettivo a mettere in difficoltà. Per riverberare occorre fare un aggiramento, cioè allontanarsi dalla meta per poi raggiungerla. Serve pianificare le azioni facendo metacognizione, pensando sui nostri pensieri e aggiustandoli. Un altro ostacolo alla riverberazione è l'incapacità di comprendere le false credenze, accettare che nella mente dell'altro possono esserci idee che a noi sembrano assurde. Si è in grado fin da piccoli di comprendere che nella mente di un'altra persona possano esserci idee che si ritengono false, tuttavia anche da adulti la cosa potrebbe risultare faticosa, ad esempio perché si tratta di accettare che una persona cara ha convinzioni assurde perché soffre di demenza. 

## Dalla ricerca alla formazione
Inizialmente lo schema comunicativo della riverberazione o delle tre A è stato scoperto in indagini sulla comunicazione all'interno di famiglie. Successivamente, vista l'importanza che ha in certe attività lavorative, è divenuto anche una tecnica professionale da insegnare, in particolare agli operatori di front line in contesti delicati. 